# 佃光
佃 光（つくだ ひかる、1984年 - ）は、日本の映画監督。大阪府出身。映画スタジオ『Studio NYANCO』主宰。

## 主な作品
- 『 NYANCO』（2012年）
- 『幻獣ハンター神楽岡ヒミ子vs地獄の青竜軍団』（2015年）
- 『ミズノの帰還』（2016年）予告 - YouTube
- 『動物大怪獣コアラ』（2017年）
- 『2001: A SPACE ODYSSEX』（2018年）
- 『CRAP MAN』（2019年）
- 『アキレスは亀』（2021年）予告 - YouTube

## 主な参加作品
- LADY FLASH『ガンダムみたいな女の子』MV - YouTube（2019年）/撮影
- ラスト・チャンス『Instant Junkie』MV - YouTube（2019年）/撮影
- 『劇場版 1979 はじまりの物語 ～はんだ山車まつり誕生秘話～』（2021年）予告 - YouTube/助監督
- 『虹のかけら』（2022年）予告 - YouTube/撮影
- 『あはらまどかの静かな怒り』（2023年）予告 - YouTube/助監督
- LADY FLASH『アストロちっく・アラスカ』MV - YouTube（2023年）/撮影
- 『侍タイムスリッパー』（2024年）予告 - YouTube/特効
- 『マンチの犬～鶏そうめんと温泉ビーフ～』（2024年）予告 - YouTube/助監督